# Alamans

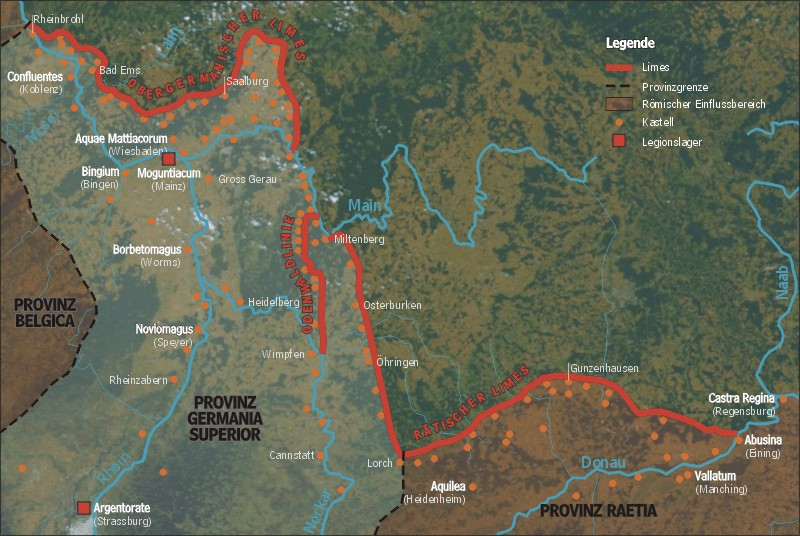
Imatge del Limes Germanicus.

Els alamans (en alemany: Alemannen, en llatí alamanni), van ser una unió de tribus germàniques establertes a la part sud mitjana i inferior del riu Elba, a prop del riu Main, on foren mencionats per primera vegada per Dió Cassi el 213.

## Etimologia
Segons Asini Quadrat el seu nom que significa «tots els homes» o «tots els guerrers (que defensen un país)», i indica que eren l'agrupament de diverses tribus: hermundurs (hermions), usipets, tencteris, jutungs, bucinobants, lentiens, sèmnons, quades i teutons i potser algun altre grup que no va acceptar el domini romà. També podia significar els «homes que es poden defensar» (alemany: wehrfähigen Männer), i també «homes que s'han mesclat, que s'han reunit» (alemany: zusammengelaufene, vermischte Männer). Són citats ja en temps de Caracal·la a principis del segle iii, que els va derrotar el 213.

## Història
Els alamans estaren contínuament en conflicte amb l'Imperi Romà. Inicialment situats al nord de la província de Rètia, foren continguts pels romans fins a la meitat del segle iii, després de dos segles d'enfrontaments. Llavors semblen haver-se desplaçat a la regió entre el Main i el Danubi (Suàbia) i després fins i tot van estendre més els seus dominis. Aconsegueiren desplaçar-se a poc a poc cap a l'oest per instal·lar-se definitivament al territori que comprèn una part de les actuals Suïssa, Baden-Baden i Alsàcia. Des del 234 van efectuar diverses incursions a territori imperial.
Al segle iv van prosseguir una lluita intermitent amb Roma, i extingit l'imperi es van desplaçar en direcció als francs amenaçant les seves fronteres des que els turingis renans van expandir el seu regne basat en l'Elba i la Saale desbordant a la riba dreta del Baix Rin, absorbint Ratisbona. Es van enfrontar als francs que els van derrotar i els van convertir en tributaris el 496 després de la seva derrota a la batalla de Tolbiac, passant llavors part del poble al servei dels ostrogots. Fins i tot en el 553, com a poble, es van rebel·lar a la Rètia, on habitaven, i van devastar Itàlia. Posteriorment van ser cristianitzats i assimilats en gran part a altres tribus germàniques.

### Orígens de la unió alamana
L'element principal d'aquesta antiga unió de tribus es basava en els sueus. Avui en dia es designa amb aquest mot un espai que ocupen els alemanys del sud-oest de l'actual estat. Molts encara parlen alamànic, un dialecte de l'alemany, més conegut en la seva variant de suabi, que avui en dia encara es conserva. També conserven moltes tradicions folklòriques com el Schwäbisch-alemannische Fastnacht, una mena de festival proper al carnaval que se celebra al sud d'Alemanya i al nord de Suïssa. Al land de Baden-Württemberg, els habitants de Baden-Baden s'autoanomenen alamans en contraposició als habitants de Württemberg que es reconeixen més com a sueus.

## Cronologia
- 213, primera aparició dels alamans a la Germània superior.
- 253, els francs i els alamans envaeixen la Gàl·lia.
- 277, l'emperador Probe allibera la Gàl·lia i fa retrocedir els alamans més enllà del riu Rin.
- 352, els alamans i els francs derroten l'exèrcit romà, prenen quaranta ciutats i s'instal·len entre el Mosel·la i el Rin.
- 357, els alamans són derrotats per Julià l'Apòstata a la batalla d'Argentorat.
- 378, els alamans envaeixen l'actual Alsàcia.
- 496, els francs derroten els alamans al Nèckar.
- 512, fi de la guerra entre francs i alamans.